# Diocesi di Cana
La diocesi di Cana (in latino: Dioecesis Canensis) è una sede soppressa del patriarcato di Costantinopoli e una sede titolare della Chiesa cattolica.

## Storia
Cana, identificabile con Genne nell'odierna Turchia, è un'antica sede episcopale della provincia romana della Licaonia nella diocesi civile di Asia. Faceva parte del patriarcato di Costantinopoli ed era suffraganea dell'arcidiocesi di Iconio.
La diocesi è documentata nelle Notitiae Episcopatuum del patriarcato di Costantinopoli fino al XII secolo.
Sono noti tuttavia solo tre vescovi di questa antica sede episcopale. Eustrazio partecipò al primo concilio di Costantinopoli nel 381. Eugenio figura tra i padri che presero parte al concilio di Calcedonia nel 451. Il nome di Domno appare su una pietra tombale, scoperta a Genne, fatta scolpire dalla moglie Gaia e dai suoi figli; benché nulla permetta una datazione precisa, l'episcopato di questo vescovo viene posto tra quelli di Eustrazio e di Eugenio.
Dal 1933 Cana è annoverata tra le sedi vescovili titolari della Chiesa cattolica; la sede è vacante dal 25 novembre 1970. Il suo ultimo titolare è stato Giacomo Giuseppe Beltritti, vescovo coadiutore di Alberto Gori, patriarca di Gerusalemme.

## Cronotassi

### Vescovi greci
- Eustrazio † (menzionato nel 381)
- Domno † (IV/V secolo)
- Eugenio † (menzionato nel 451)

### Vescovi titolari
- Gaetano Malchiodi † (25 gennaio 1935 - 26 gennaio 1960 nominato arcivescovo titolare di Amasea)
- Felicissimo Stefano Tinivella, O.F.M. † (11 settembre 1961 - 18 settembre 1965 nominato arcivescovo titolare di Utina)
- Giacomo Giuseppe Beltritti † (21 settembre 1965 - 25 novembre 1970 succeduto patriarca di Gerusalemme)